# Zasada włączeń i wyłączeń

Zasada włączeń i wyłączeń, pokazana dla trzech zbiorów

Zasada włączeń i wyłączeń – reguła kombinatoryczna, pozwalająca na określenie liczby elementów skończonej sumy mnogościowej skończonych zbiorów. Autorstwo zasady przypisywane jest zazwyczaj Abrahamowi de Moivre, chociaż bywa nazywana od nazwisk matematyków, Jamesa Josepha Sylvestera oraz Henriego Poincaré.

## Twierdzenie
Niech {\displaystyle A_{1},A_{2}\dots A_{n}} będą dowolnymi skończonymi zbiorami zaś {\displaystyle i,j,k\in \{1,\dots ,n\}.} Wówczas
{\displaystyle {\begin{aligned}\left|\bigcup _{i=1}^{n}A_{i}\right|&=\sum _{i=1}^{n}|A_{i}|-\sum _{i,j:\,i<j}|A_{i}\cap A_{j}|\\&+\sum _{i,j,k:\,i<j<k}|A_{i}\cap A_{j}\cap A_{k}|-\ldots +(-1)^{n-1}|A_{1}\cap \ldots \cap A_{n}|,\end{aligned}}}
gdzie {\displaystyle |A_{k}|} oznacza moc zbioru {\displaystyle A_{k}.}

### Przykład
Dla trzech zbiorów skończonych {\displaystyle A_{1},A_{2},A_{3}} liczba elementów ich sumy wyraża się wzorem:
{\displaystyle |A_{1}\cup A_{2}\cup A_{3}|=|A_{1}|+|A_{2}|+|A_{3}|-|A_{1}\cap A_{2}|-|A_{1}\cap A_{3}|-|A_{2}\cap A_{3}|+|A_{1}\cap A_{2}\cap A_{3}|.}
Wzór zapewnia, że elementy znajdujące się jednocześnie w kilku spośród zbiorów {\displaystyle A_{1},A_{2},\dots ,A_{n}} liczone są dokładnie raz.

## Dowód
Niech element {\displaystyle a} należy dokładnie do {\displaystyle m} spośród zbiorów {\displaystyle A_{1},A_{2}\dots A_{n}.} W sumie mnogościowej {\displaystyle \bigcup _{i=1}^{n}A_{i}} ma on być liczony tylko jeden raz. W wyrażeniu
{\displaystyle \sum _{i=1}^{n}|A_{i}|-\sum _{i,j:\,i<j}|A_{i}\cap A_{j}|+\sum _{i,j,k:\,i<j<k}|A_{i}\cap A_{j}\cap A_{k}|-\dots }
{\displaystyle \ldots +(-1)^{n-1}|A_{1}\cap \ldots \cap A_{n}|}
liczba zliczeń pojedynczego elementu jest równa:
{\displaystyle {\begin{aligned}m&-{m \choose 2}+{m \choose 3}+\ldots +(-1)^{m}{m \choose {m-1}}+(-1)^{m+1}1\\=1&-{m \choose 0}+{m \choose 1}+\ldots +(-1)^{m}{m \choose {m-1}}+(-1)^{m+1}{m \choose m},\end{aligned}}}
bowiem występuje on w {\displaystyle m} zbiorach spośród {\displaystyle A_{1},A_{2}\dots A_{n},} {\displaystyle m \choose 2} zbiorach spośród {\displaystyle A_{i}\cap A_{j},1\leqslant i<j\leqslant n} itd.
Na mocy rozwinięcia Newtona wyrażenie to jest równe {\displaystyle 1-(1-1)^{m}=1-0=1,} co dowodzi poprawności zasady włączeń i wyłączeń, bowiem element został policzony tylko jeden raz.

## Uogólnienia
Zasada włączeń i wyłączeń pozostaje prawdziwa, gdy nasze rozważania przeniesiemy na dowolną przestrzeń mierzalną {\displaystyle (X,\Sigma ,\mu ).} Wtedy, twierdzenie przyjmuje postać:
Niech dana będzie przestrzeń mierzalna {\displaystyle (X,\Sigma ,\mu ).} Dla dowolnych zbiorów mierzalnych (tj. należących do {\displaystyle \sigma }-algebry {\displaystyle \Sigma }) o skończonej mierze {\displaystyle A_{1},A_{2}\dots A_{n}} zachodzi
{\displaystyle {\begin{aligned}\mu \left(\bigcup _{i=1}^{n}A_{i}\right)&=\sum _{i=1}^{n}\mu (A_{i})-\sum _{i,j:\,i<j}\mu (A_{i}\cap A_{j})\\&+\sum _{i,j,k:\,i<j<k}\mu (A_{i}\cap A_{j}\cap A_{k})-\ldots +(-1)^{n-1}\mu (A_{1}\cap \ldots \cap A_{n}).\end{aligned}}}
W szczególności, podana wcześniej moc zbioru jest miarą liczącą.
W teorii prawdopodobieństwa, gdzie rozważa się przestrzenie zdarzeń elementarnych, wraz z określonymi nań miarami probabilistycznymi, zwanymi prawdopodobieństwami, wzór włączeń-wyłączeń odgrywa rolę przy liczeniu prawdopodobieństwa zajścia odpowiednich zdarzeń. Dla dowolnych zdarzeń {\displaystyle A_{1},A_{2}\dots A_{n}} wzór ten przyjmuje postać
{\displaystyle \mathbb {P} (A_{1}\cup A_{2})=\mathbb {P} (A_{1})+\mathbb {P} (A_{2})-\mathbb {P} (A_{1}\cap A_{2})}
i ogólnie
{\displaystyle {\begin{aligned}\mathbb {P} \left(\bigcup _{i=1}^{n}A_{i}\right)&=\sum _{i=1}^{n}\mathbb {P} (A_{i})-\sum _{i,j:\,i<j}\mathbb {P} (A_{i}\cap A_{j})\\&+\sum _{i,j,k:\,i<j<k}\mathbb {P} (A_{i}\cap A_{j}\cap A_{k})-\ldots +(-1)^{n-1}\mathbb {P} (A_{1}\cap \ldots \cap A_{n}),\end{aligned}}}
gdzie {\displaystyle \mathbb {P} } jest prawdopodobieństwem, określonym w danym eksperymencie losowym (przestrzeni probabilistycznej).